# Tanzleiterausbildung
Tanzleiterausbildungen haben die Qualifizierung nebenberuflicher Gruppenleiter in den unterschiedlichen Sparten des Folkloretanzes zum Ziel. Die zertifizierten Tanzleiter sollen mit einer guten theoretischen, praktischen und pädagogischen Fundierung ihre Aufgaben in der außerschulischen Bildungsarbeit wahrnehmen können. In der Regel handelt es sich um berufsbegleitende Fortbildungen mit einer Dauer von etwa 2 – 3 Jahren.

## Anbieter
Die meisten Tanzleiterausbildungen werden von den Landesarbeitsgemeinschaften Tanz der einzelnen Bundesländer angeboten. 
Die Ausbildung der Landesarbeitsgemeinschaft Tanz Hessen ist eine Sonderform, die in Kooperation mit der Akademie Burg Fürsteneck angeboten wird. Es handelt sich um ein additives Kurssystem, das den Teilnehmenden innerhalb gewisser inhaltlicher und organisatorischer Rahmenvorgaben ein hohes Maß an eigener inhaltlicher und zeitlicher Gestaltung ermöglicht.
Eine weitere Sonderform ist die dreistufige tanzpädagogische Ausbildung des Deutschen Bundesverbandes Tanz (DBT) als berufsbegleitende Fort- und Ausbildung für den Amateurbereich.
Der Bundesverband für Seniorentanz bietet verbandsintern eine Ausbildung zum Seniorentanzleiter an.